# Глен Кук
Глен Кук (на английски: Glen Cook) е американски писател на научна фантастика и фентъзи. Най-известен е с фентъзи поредицата си „Хрониките на Черния отряд“.

### Самостоятелни романи
- The Swap Academy (1970) – като Грег Стивънс
- The Heirs of Babylon (1972)
- The Swordbearer (1982)
- A Matter of Time (1985)
- The Dragon Never Sleeps (1988)
- The Tower of Fear (1989)
- Sung in Blood (1992)

### Серия „Хрониките на Черния отряд“ (Black Company)
Поредица в жанр епическо фентъзи за банда наемници известни като Черният отряд.
| Първо издаване | Заглавие в оригинал | Заглавие на български | Издания на български                                                     |
| -------------- | ------------------- | --------------------- | ------------------------------------------------------------------------ |
| 1984           | The Black Company   | Черният отряд         | 2002 – изд.: „Лира Принт“. прев.: Елена Павлова. (ISBN 9548610614)       |
| 1984           | Shadows Linger      | Надвисналата сянка    | 2003 – изд.: „Лира Принт“. прев.: Елена Павлова. (ISBN 9548610638)       |
| 1985           | The White Rose      | Бялата роза           | 2003 – изд.: „Лира Принт“. прев.: Елена Павлова. (ISBN 9548610666)       |
| 1989           | Shadow Games        | Сенчести игри         | 2005 – изд.: „Лира Принт“. прев.: Симеон Цанев. (ISBN 9548610809)        |
| 1989           | The Silver Spike    | Сребърният клин       | 2005 – изд.: „Лира Принт“. прев.: Светлана Комогорова. (ISBN 9548610825) |
| 1990           | Dreams of Steel     | Стоманени сънища      | 2006 – изд.: „Лира Принт“. прев.: Светлана Комогорова. (ISBN 9548610593) |
| 1996           | Bleak Seasons       | Мрачни времена        | 2009 – изд.: „Лира Принт“. прев.: Светлана Комогорова. (ISBN 9548610710) |
| 1997           | She Is the Darkness | Тя е тъмата           | 2011 – изд.: „Лира Принт“. прев.: Пепа Соколова. (ISBN 9548610803)       |
| 1999           | Water Sleeps        | Водата спи            | 2012 – изд.: „Лира Принт“. прев.: Пепа Соколова. (ISBN 9548610889)       |
| 2000           | Soldiers Live       | Войниците са живи     | 2014 – изд.: „Лира Принт“. (ISBN 9548610988)                             |

#### Разкази
- Raker (1982)
- Tides Elba (2010)

### Серия „Империя на страха“ (Dread Empire)
1. A Shadow of All Night Falling (1979)
2. October's Baby (1980)
3. All Darkness Met (1980)
4. The Fire in His Hands (1984)
5. With Mercy Toward None (1985)
6. Reap the East Wind (1987)
7. An Ill Fate Marshalling (1988)
8. A Path to Coldness of Heart (2012)

### Серия „Гарет“ (Garrett P.I.)
Серия от детективски романи във фентъзи свят.
1. Sweet Silver Blues (1987)
2. Bitter Gold Hearts (1988)
3. Cold Copper Tears (1988)
4. Old Tin Sorrows (1989)
5. Dread Brass Shadows (1990)
6. Red Iron Nights (1991)
7. Deadly Quicksilver Lies (1994)
8. Petty Pewter Gods (1995)
9. Faded Steel Heat (1999)
10. Angry Lead Skies (2002)
11. Whispering Nickel Idols (2005)
12. Cruel Zinc Melodies (2008)
13. Gilded Latten Bones (2010)
14. Wicked Bronze Ambition (2013)

### Серия „Звездни ловци“ (Starfishers)
1. Shadowline (1982)
2. Starfishers (1982)
3. Star's End (1982)
4. Passage at Arms (1985)

- Sunrise (разказ, 1973)

### Серия „Тъмната война“ (Darkwar)
1. Doomstalker (1985)
2. Warlock (1985)
3. Ceremony (1986)

- Darkwar (разказ, 1982)

### Серия „Инструменти на нощта“ (Instrumentalities of the Night)
1. The Tyranny of the Night (2005)
2. Lord of the Silent Kingdom (2007)
3. Surrender to the Will of the Night (2010)
4. Working God's Mischief (2014)

#### Кратки произведения
- The Nights of Dreadful Silence (1973) – разказ
- Soldier of an Empire Unacquainted With Defeat (1980) – новела
- Silverheels (1971) – разказ
- Severed Heads (1984) – повест
- Filed Teeth (1981) – повест
- Call for the Dead (1980) – повест
- Castle of Tears (1979) – разказ
- Quiet Sea (1978) – повест
- Ghost Stalk (1978) – повест